# Наклонный ход
Накло́нный ход (эскала́торный тонне́ль, накло́н) — наклонный в профиле тоннель, соединяющий под углом 30° станцию метрополитена глубокого заложения с вестибюлем и предназначенный для размещения эскалаторных машин. Зачастую наклонный ход является наиболее сложным объектом при строительстве станции, поскольку тоннель пересекает различные грунтовые пласты с неоднородными свойствами. В связи с этим у станций глубокого заложения в основном строится лишь один наклонный ход, что негативным образом сказывается на пропускной способности и требует закрытия станции при необходимости капитального ремонта эскалаторов. Лишь немногие станции имеют два и более наклонных ходов. В то же время у некоторых станций имеется два последовательно расположенных наклонных хода, с промежуточным вестибюлем между ними. В таком случае принято различать «большой» или «главный» и «малый» наклоны. Нижняя часть наклонного хода соединяется с натяжной камерой.
Эскалаторы, размещённые в наклонных ходах, являются тоннельными и требуют наличия балюстрады, закрывающей смотровую лестницу, предназначенную для технического осмотра машин без демонтажа полотна эскалатора. Обычное количество эскалаторов в наклонном ходе — 3 или 4, в зависимости от типа станции, глубины заложения и диаметра центрального зала (от которого зависит диаметр натяжной камеры и, соответственно, диаметр самого наклонного хода) и от прогнозируемого при проектировании станции пассажиропотока. Так например станция  Площадь 1905 года в Екатеринбурге имеет глубину 35 метров и 4 эскалатора, из-за расположения в центре, а станция Динамо имеет глубину заложения 40 метров, но всего 3 эскалатора. 